# Schloss Jesberg
Das Schloss Jesberg (auch Maximilianschloss oder Maximilianschlösschen genannt) in Jesberg im nordhessischen Schwalm-Eder-Kreis wurde 1723 für den Prinzen Maximilian von Hessen als Sommerresidenz errichtet. Heute beherbergt das 2006 restaurierte Gebäude Seniorenwohnungen, eine Begegnungsstätte und eine Bibliothek.

## Beschreibung
Bei dem Schloss handelt es sich um einen schlichten Hauptbau mit einem Mansarddach. Er ist architektonisch mit den Kasseler Palaisbauten des frühen 18. Jahrhunderts verwandt. Die Mittelachsen sind hofseitig überhöht und von einem Rundgiebel bekrönt. Auf der Gartenseite springt der Bau an drei Seiten hervor und trägt einen Balkon. Der Name des Architekten ist nicht bekannt. Zum Schloss gehörten zwei Nebengebäude, von denen heute noch eines erhalten ist, sowie ein heute nicht mehr existierender Garten im holländischen Stil, der mit einem Tiergarten endete.

## Geschichte
Im Jahr 1721 erlosch mit dem Tod von Ludwig Eitel von Linsingen der hessische Zweig der Familie von Linsingen. Damit fiel die Burg Jesberg mit dem zugehörigen Grundbesitz als erledigtes Lehen zurück an die Landgrafschaft Hessen-Kassel. Landgraf Karl belehnte damit seinen neunten Sohn Maximilian. Dieser kaufte weiteren Grundbesitz hinzu und ließ 1723 im Treisbachgrund unterhalb des Burgberges das Schloss als Sommerresidenz errichten. Er lebte dort mit seiner Frau, Prinzessin Friederike Charlotte von Hessen-Darmstadt (1698–1777), der wegen ihres verschwenderischen Lebensstils in beiden hessischen Fürstenhäusern mit Missfallen betrachteten „Prinzessin Max“, mit der er vier Töchter hatte. Für seine Töchter ließ Maximilian in einem nahe gelegenen Waldstück den Prinzessingarten anlegen.
Nachdem Maximilian 1753 hoch verschuldet verstorben war, erwarb Landgraf Wilhelm VIII. von Hessen-Kassel das Schloss. Die übrigen Vermögensteile wurden parzelliert und meistbietend verkauft. Zwischen 1800 und 1807 befand sich das Schloss im Besitz eines Jesberger Bürgers, danach in öffentlichem Besitz. Es diente im Laufe der Zeit als Kriegsgefangenenlager, Kaserne, Zellentrakt, Amtsgericht, Altenheim, Mietshaus und Asylbewerberwohnheim.
Nachdem es längere Zeit leer gestanden hatte und zu verfallen drohte, wurde es vom Deutschen Roten Kreuz erworben und im Jahr 2006 grundlegend saniert.